# دیس‌ژرمینوم
دیس‌ژرمینوم به زبان انگلیسی dysgerminoma نوعی تومور سلول زایا است. معمولاً بدخیم است و اغلب در تخمدان رخ می‌دهد.
توموری با بافت‌شناسی همسان با تخمدان را که در تخمدان اتفاق نمی‌افتد، می‌توان با نام دیگری توصیف کرد: سمینوم در بیضه یا ژرمینوم در سیستم عصبی مرکزی یا سایر قسمت‌های بدن.
دیس‌ژرمینوم به‌طور کلی کمتر از ۱٪ تومورهای تخمدان را تشکیل می‌دهد. دیس‌ژرمینوم معمولاً در دورهٔ بلوغ و اوایل بزرگسالی اتفاق می‌افتد. حدود ۵٪ از موارد در کودکان قبل از بلوغ رخ می‌دهد. وقوع دیس‌ژرمینوم بعد از ۵۰ سالگی بسیار نادر است. دیس‌ژرمینوم در ۱۰٪ بیماران در هر دو تخمدان رخ می‌دهد و در ۱۰٪ دیگر، به صورت میکروسکوپی در تخمدان دیگر وجود دارد.
غدد جنسی غیرطبیعی (به دلیل دیسژنز و سندرم عدم حساسیت به آندروژن) در معرض خطر ابتلا بیشتر به دیس‌ژرمینوم هستند. بیشتر دیس‌ژرمینوم‌ها با افزایش لاکتات دهیدروژناز سرم (LDH) در ارتباط هستند که گاهی به عنوان نشانگر تومور نیز استفاده می‌شود.

## علائم و نشانه‌ها

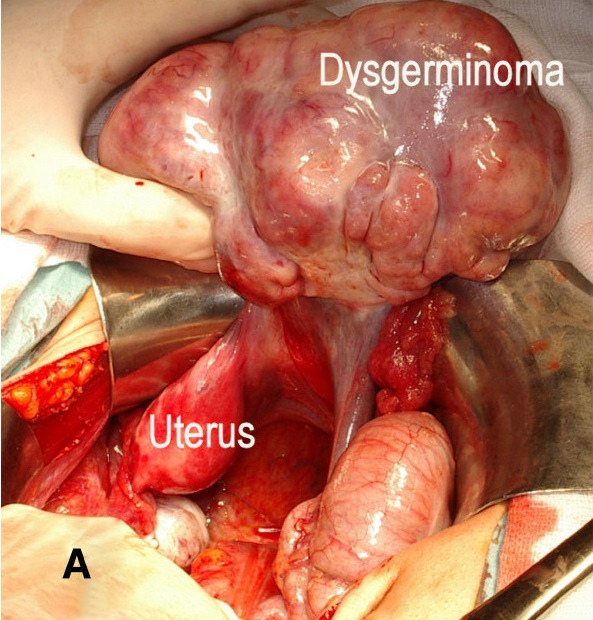
برداشتن دیس‌ژرمینوم

آنها به‌طور استثنایی با هایپرکلسمی مرتبط هستند. در معاینهٔ سطحی، دیس‌ژرمینوم‌ها با یک سطح خارجی نرم گره‌دار ظاهر می‌شوند و هنگام برش، بافتی نرم و گوشتی به رنگ کرم، خاکستری، صورتی یا برنز دارند. معاینهٔ میکروسکوپی معمولاً سلولهای یکنواختی را نشان می‌دهد که شبیه سلول‌های زایای اولیه هستند. به‌طور معمول، استروما حاوی لنفوسیت‌ها است و در حدود ۲۰٪ بیماران گرانولوما شبیه سارکوئید هستند. متاستاز غالباً در گره‌های لنفاوی وجود دارد.

## تشخیص
نشانگرهای تومور LDH در ۹۵٪ از موارد افزایش یافته‌است.

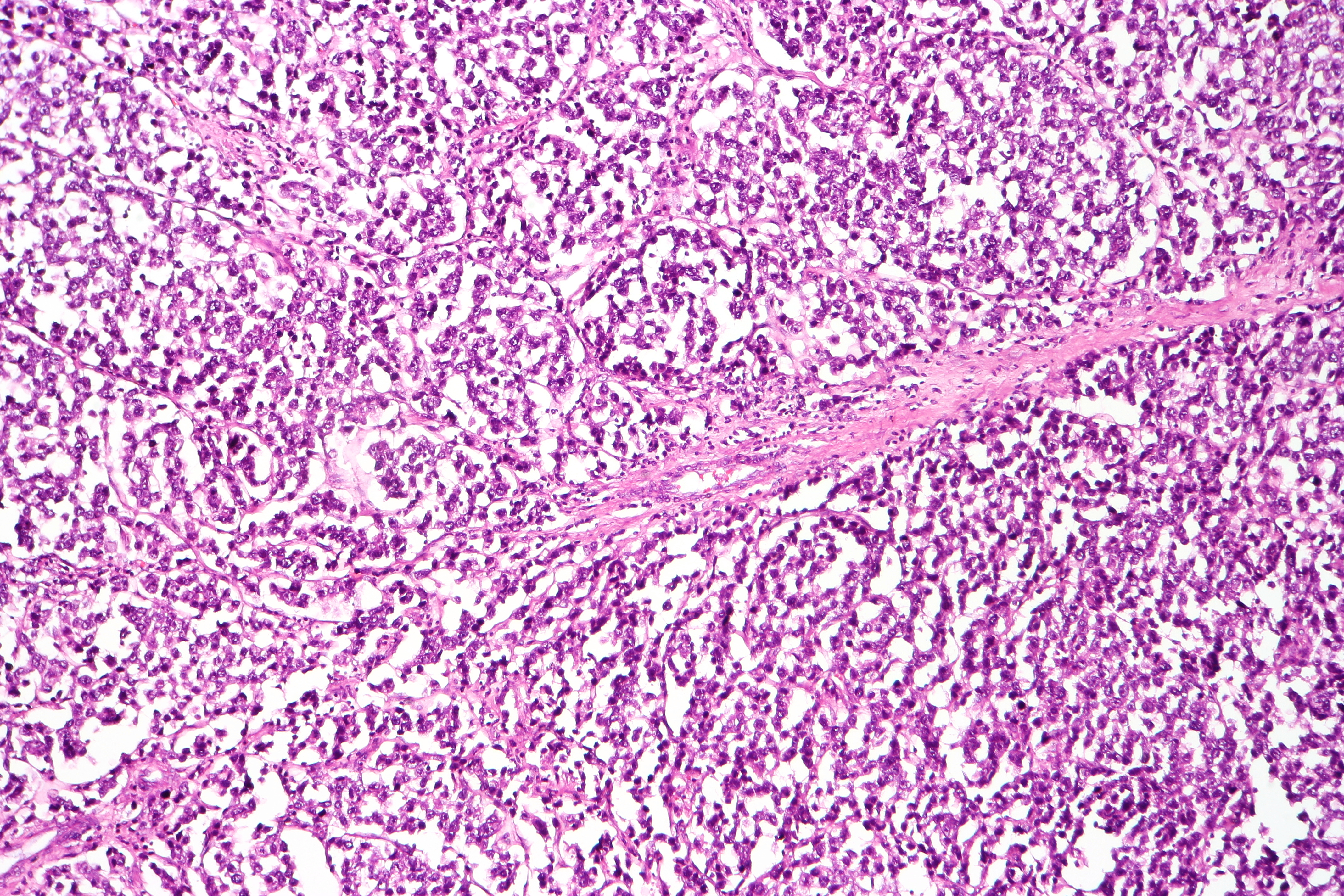
دیس‌ژرمینوم با سلولهای یکنواخت مشخص شده توسط سپتوم فیبروز با لنفوسیت‌ها، رنگ‌آمیزی H&E مشخص می‌شود.
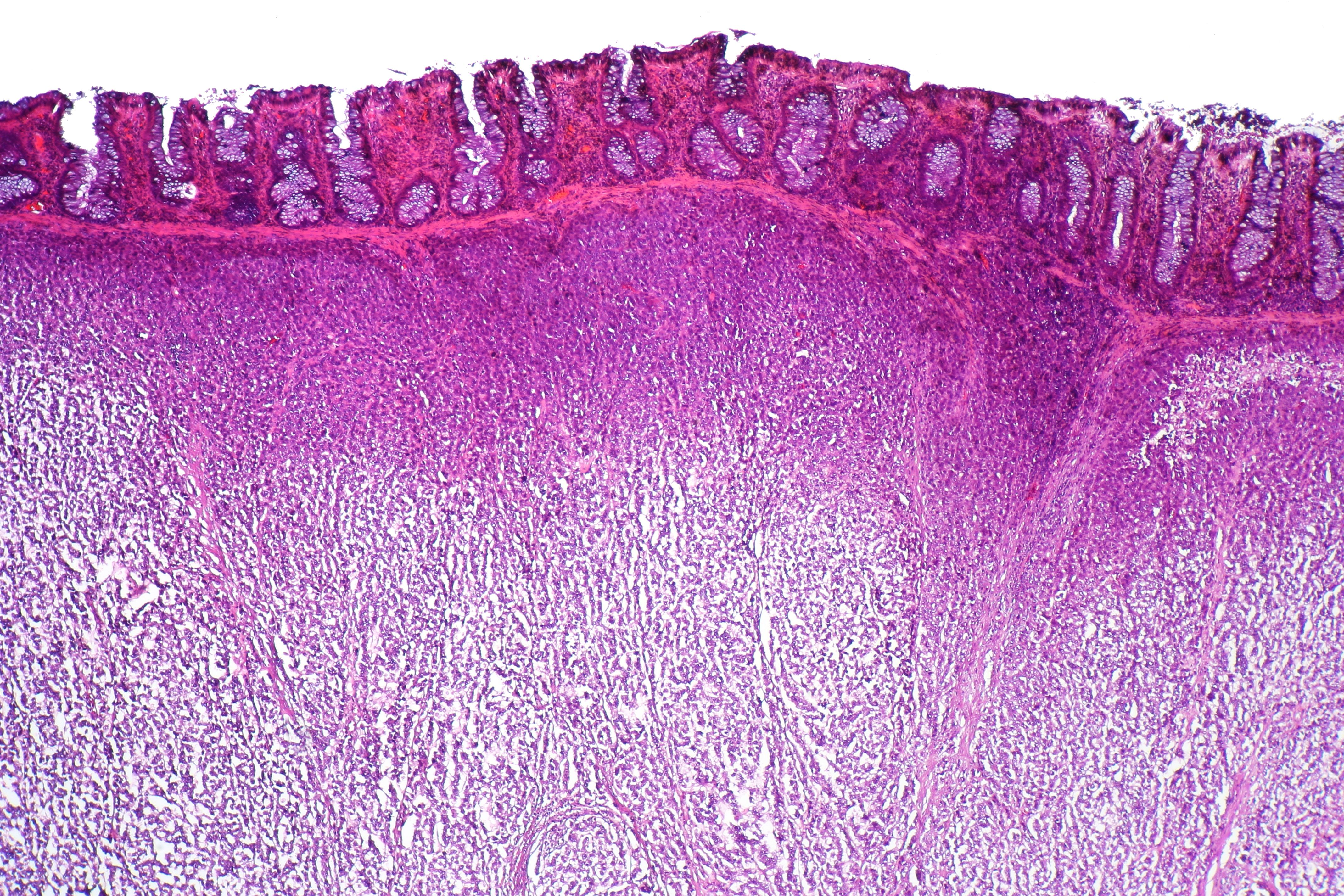
نمای با بزرگ‌نمایی کمتر، نفوذ دیس‌ژرمینوم به دیواره روده بزرگ، رنگ‌آمیزی  H&E.

## درمان
دیس‌ژرمینوم، مانند دیگر تومورهای سلول زایا، به شیمی‌درمانی و پرتو درمانی بسیار حساس هستند. به همین دلیل، شانس بیماران برای زنده ماندن طولانی مدت، حتی درمان، با این موارد بسیار بالا است. درمان‌های هدفمند برای دیس‌ژرمینوم که به شیمی‌درمانی پاسخ نمی‌دهند در حال ارزیابی هستند.